# Sarabande
Sarabande (tiếng Pháp: sarabande, tiếng Tây Ban Nha: zarabanda) là một điệu nhảy nhịp ba.

## Lịch sử
Sarabande đầu tiên được đề cập ở Trung Mỹ vào năm 1539, một điệu nhảy gọi là zarabanda được đề cập trong bài thơ Vida y Tiempo de Maricastaña viết tại Panama bởi Fernando de Guzmán Mejía. Điệu nhảy dường như đặc biệt phổ biến trong các thế kỷ 16 và 17, ban đầu ở các thuộc địa Tây Ban Nha, trước khi phổ biến qua Đại Tây Dương đến Tây Ban Nha. Tại Tây Ban Nha, mặc dù bị cấm năm 1583 vì lý do khiêu dâm những vẫn thường xuyên được nhắc đến trong văn học. Nó lan rộng đến Ý vào thế kỷ 17 và sang Pháp, nơi mà nó đã trở thành một điệu nhảy cung đình.
Trong thời kỳ Baroque, các tổ khúc chuẩn ở thế kỷ 18 có sarabande xuất hiện tại chương ba trong bốn chương. Các hình thức sarabande đã được hồi sinh vào cuối những năm 19 và đầu thế kỷ 20. Một trong những loại biến thể hòa hợp liên tục nổi tiếng nhất là La Folia.